# 푸조 RCZ
푸조 RCZ(프랑스어: Peugeot RCZ)는 프랑스의 자동차 브랜드인 푸조가 디자인하고 2009년부터 2015년까지 마그나 슈타이어가 오스트리아에서 조립했던 자동차이다. 2+2 좌석 배치와 전륜구동 구성을 갖춘 스포츠 쿠페이다. 이 차량은 2009년 프랑크푸르트 모터쇼에서 공식적으로 공개되었다. RCZ는 수많은 상을 받았는데, 그중 가장 중요한 것은 디젤 카 매거진이 선정한 5회 최고 스포츠카 상과 탑 기어가 선정한 2010년 쿠페 상이다.

## 역사

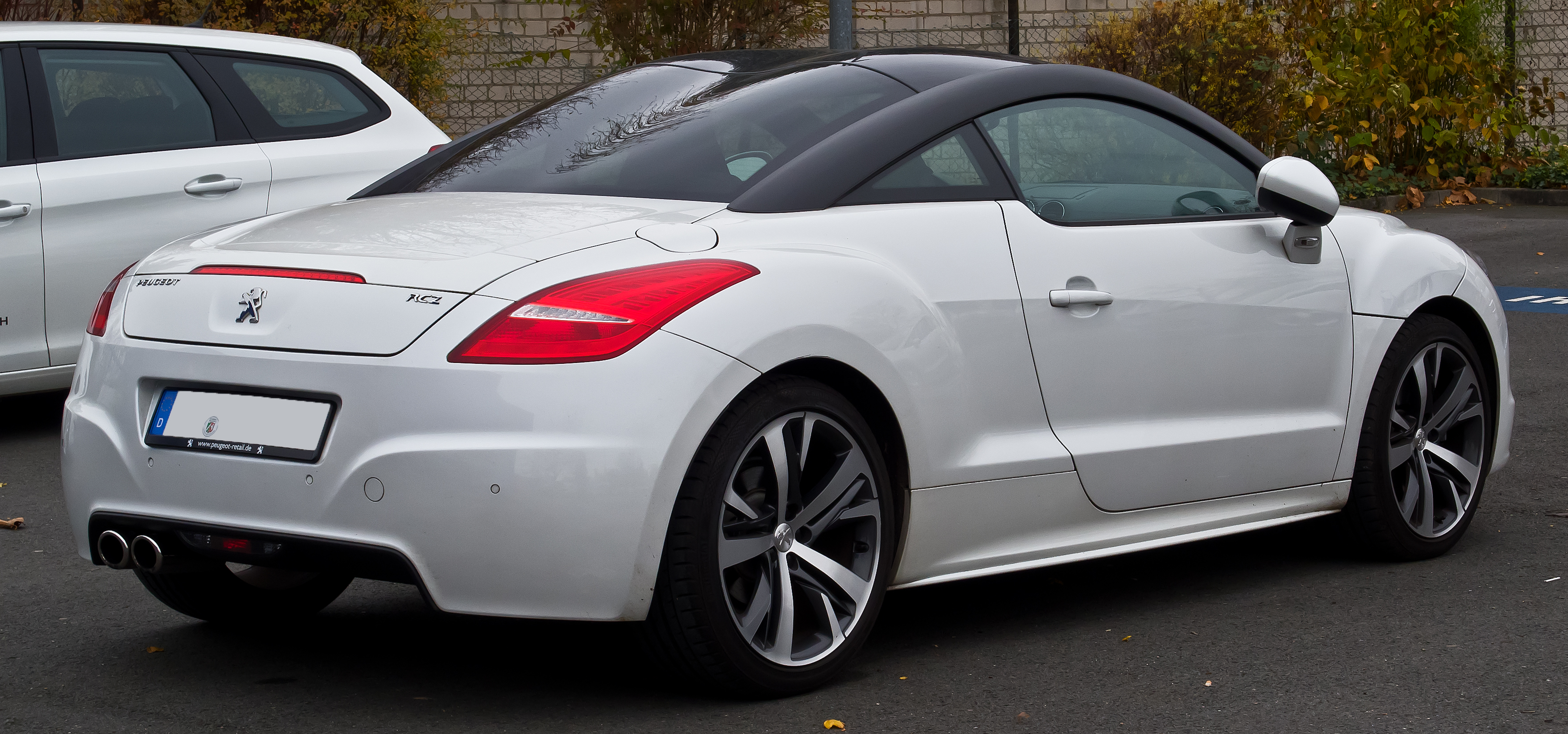
페이스리프트 푸조 RCZ (독일)

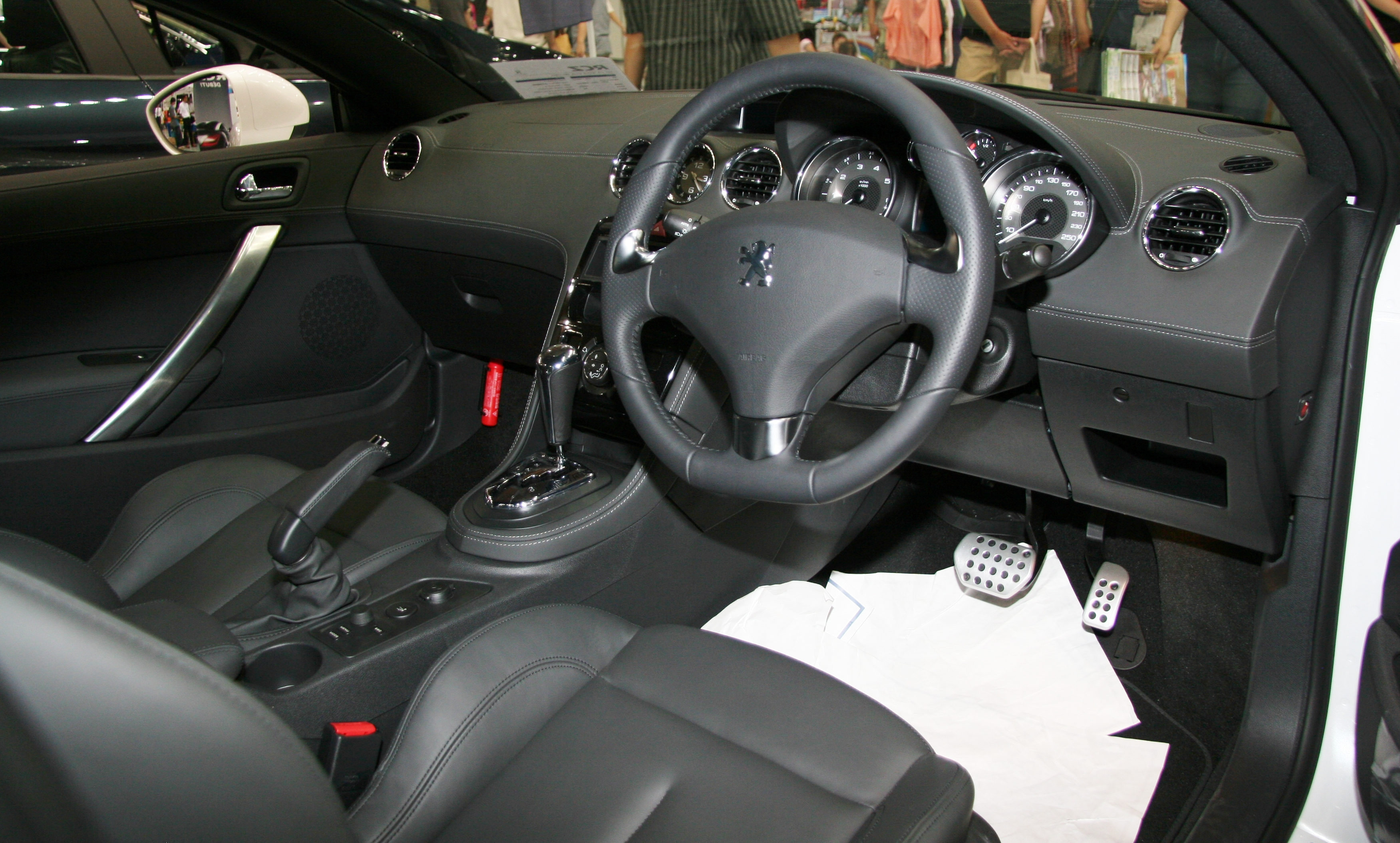
내부

이 차량은 2007년 프랑크푸르트 모터쇼에서 308 RCZ 콘셉트카로 공개되었다. RCZ는 쇼케이스 콘셉트카로 개발되었지만 상당한 비평가들의 호평을 받은 후 푸조는 RCZ를 생산에 투입했으며, 콘셉트의 많은 부분을 유지했다. RCZ는 자카토에서 영감을 받은 더블 버블 루프를 가지고 있다.
RCZ는 2009년 프랑크푸르트 모터쇼에서 공식적으로 소개되었고 2009년 말에 생산이 시작되었다. 이 차량은 2013년까지 거의 80개국에서 판매되었다. 가솔린 엔진은 프린스 시리즈를 기반으로 하며, 디젤은 HDi 시리즈의 일부이다. RCZ는 코드명 "T75"로 개발되었다.
30,000번째 RCZ는 2011년 6월에 조립되었다. 50,000번째 RCZ는 2월 14일에 제작되었으며 빨간색으로 도색되었다. 약 6년간의 생산 기간을 거쳐 마지막 푸조 RCZ는 2015년 9월 마그나 슈타이어 그라츠 공장에서 조립되었다.

### 엔진
| 가솔린 엔진                   | 가솔린 엔진     | 가솔린 엔진            | 가솔린 엔진                         | 가솔린 엔진                      | 가솔린 엔진               | 가솔린 엔진          | 가솔린 엔진 | 가솔린 엔진 |
| 모델                          | 엔진            | 배기량 cc (ci)         | 출력                                | 토크                             | 0–100 km/h (0-62 mph) (s) | 최고 속도 km/h (mph) | 변속기      | CO2 배출량  |
| ----------------------------- | --------------- | ---------------------- | ----------------------------------- | -------------------------------- | ------------------------- | -------------------- | ----------- | ----------- |
| 1.6리터 THP156 2010년~2015년  | 직렬 4기통 터보 | 1,598 cc (97.5 cu in)  | 156 PS (115 kW; 154 hp) (6,000 rpm) | 240 N·m (177 lbf·ft) (1,400 rpm) | 8.4                       | 212 km/h (132 mph)   | 6단 자동    | 168 g/km    |
| 1.6리터 THP204 2010–2015      | 직렬 4기통 터보 | 1,598 cc (97.5 cu in)  | 204 PS (150 kW; 201 hp) (5,800 rpm) | 275 N·m (203 lbf·ft) (1,770 rpm) | 7.5                       | 235 km/h (146 mph)   | 6단 수동    | 155 g/km    |
| 1.6리터 THP270 2014년~2015년  | 직렬 4기통 터보 | 1,598 cc (97.5 cu in)  | 270 PS (199 kW; 266 hp) (6,000 rpm) | 330 N·m (243 lbf·ft) (1,900 rpm) | 5.9                       | 250 km/h (155 mph)   | 6단 수동    | 149 g/km    |
| 디젤 엔진                     |                 |                        |                                     |                                  |                           |                      |             |             |
| 2.0리터 HDi163 2010년~2014년  | 직렬 4기통 터보 | 1,997 cc (121.9 cu in) | 163 PS (120 kW; 161 hp) (4,000 rpm) | 320 N·m (236 lbf·ft) (2,000 rpm) | 8.2                       | 220 km/h (137 mph)   | 6단 수동    | 139 g/km    |
| 2.0리터 HDi FAP 165 2012–2015 | 직렬 4기통 터보 | 1,997 cc (121.9 cu in) | 163 PS (120 kW; 161 hp) (4,000 rpm) | 340 N·m (251 lbf·ft) (2,000 rpm) | 8.2                       | 225 km/h (140 mph)   | 6단 수동    |             |

### 장비
RCZ는 운전자 메모리 기능이 있는 전동식 열선 및 조절식 시트, 가죽 시트 및 대시보드, 언덕 보조 기능을 옵션으로 제공했다. 다른 옵션으로는 19인치 알로이 휠과 JBL 사운드 시스템이 있다. 엘란(Elan) 또는 스포티프(Sportif) 키트 옵션 팩을 선택하여 루프, 도어 미러, 전면 그릴의 색상 마감을 변경할 수 있었다. RCZ는 뒷좌석이 있지만, 성인이 편안하게 앉기에는 충분히 넓지 않다.

## 변형 차종

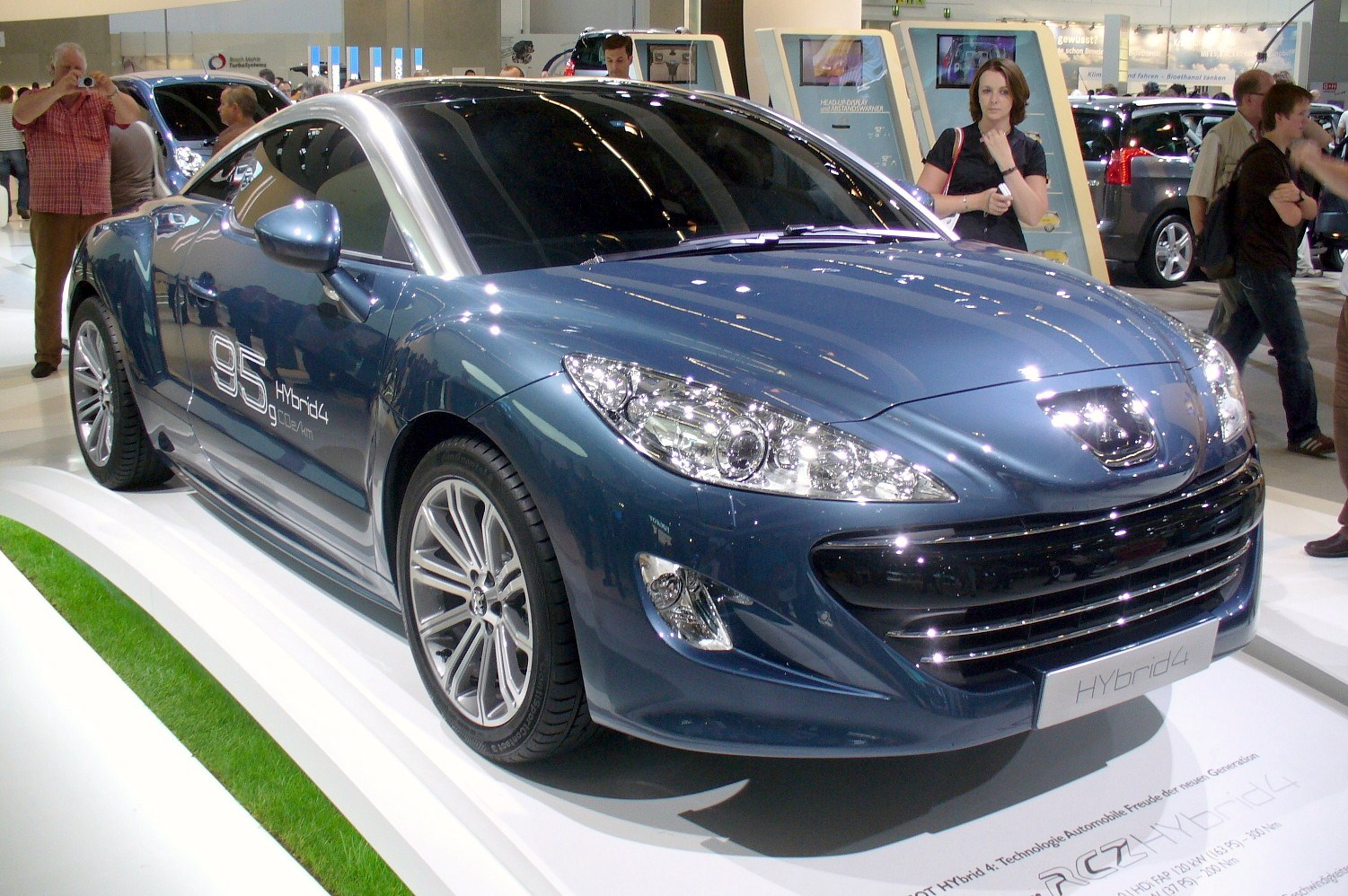
푸조 RCZ 하이브리드4

### RCZ Hybrid4 콘셉트
RCZ Hybrid4 콘셉트는 2.0 L HDi FAP 120 kW (163 PS; 161 hp) 엔진과 6단 전자 제어 기어박스에 연결된 27 kW (37 PS; 36 hp) 전기 모터와 함께 발표되었다. 예상 연비는 복합 사이클에서 3.7 리터 매 100 킬로미터 (76 mpg-imp; 64 mpg-US)이며, CO2 배출량은 95g/km이었다.

### RCZ R
2012년 11월, 푸조는 더 강력하고 성능 지향적인 RCZ를 만들겠다는 의사를 발표했다. 2013년 7월, 이 차량의 첫 공식 사진이 공개되었다. RCZ R은 6000rpm에서 266 bhp (198 kW; 270 PS)의 출력과 1900-5500rpm에서 330 N·m (243 lbf·ft)의 토크를 생산하는 터보차저 1.6L 엔진을 탑재하여 리터당 166bhp의 특정 출력을 제공하며, 당시 생산 차량 중 이 배기량에서 가장 강력한 엔진이었다. 이를 통해 0-62mph (100km/h) 도달 시간은 5.9초였으며, 최고 속도는 155 mph (249 km/h)로 제한되었다. 또한 업그레이드된 380mm 알콘 브레이크와 서스펜션, 크게 감소된 공차 중량, 그리고 앞바퀴 굴림 차량이 직면하는 토크 스티어를 줄이기 위해 MK2 포드 포커스 RS에서 볼 수 있는 것과 같은 토센 전방 디퍼렌셜을 특징으로 한다. RCZ R은 2014년 1월에 31,995파운드에 판매되었다.
총 3,054대의 RCZ R이 제조되었으며, 이 중 305대가 영국으로 판매되었다.

### 스페셜 에디션
RCZ 얼루어(RCZ Allure)는 6단 팁트로닉 변속기와 18인치 휠을 장착한 1.6 THP156의 스페셜 에디션이다.
아스팔트(영어: Asphalt)는 RCZ의 한정판(500대) 버전이다. 19인치 블랙 및 실버 알로이 휠과 블랙 가죽 스포츠 시트가 포함된다.
RCZ 브라운스톤(영어: RCZ Brownstone)은 독일에서만 독점적으로 판매되는 한정판으로, 메탈릭 브라운 페인트와 실버 레이싱 스트라이프가 특징이다. 내부는 브라운 색상으로 마감되었으며, 코히바 가죽과 알칸타라 트림이 적용되었다.
RCZ 마그네틱은 영국에서만 독점적으로 판매되며, 생산량은 170대로 제한된다. 모델은 펄 블랙에 플레임 레드 가죽 스포츠 시트 또는 화이트에 블랙 가죽 스포츠 시트로 제공되며, 매트 블랙 루프 아치와 블랙 그릴, 브레이크 캘리퍼 및 도어 미러가 특징이다. 또한 부드러운 터치 가죽 스포츠 스티어링 휠과 짧은 변속 레버를 갖추고 있다.
RCZ 라이딜론은 벨기에와 룩셈부르크에서 55대 한정 생산으로 판매된다. 구아라냐 브라운 색상은 이 버전에만 독점적이다. 내부에는 코히바 나파 가죽과 알칸타라 실내 장식에 등받이에 "Raidillon" 글자가 추가로 자수되어 있다.

## 평가 및 수상
푸조 RCZ는 탑 기어 '2010년 올해의 쿠페 상'을 받았고, 오토 익스프레스 '올해의 최고 쿠페'를 3회 연속 수상했으며, 오토 익스프레스 독자 '2010년 특별 디자인 상'과 디자인으로 '최고 중의 최고' 레드 닷 상을 받았다. 2010년부터 2014년까지 푸조 RCZ는 디젤 카 매거진에서 5회 연속 '최고 스포츠카'로 선정되었다. 디젤카 편집자 이안 로버트슨(Ian Robertson)에 따르면, '푸조 RCZ는 만족스러운 주행 경험, 민첩한 핸들링, 잘 정돈된 승차감, 그리고 뛰어난 디젤 파워를 제공한다. 이는 섹시하게 디자인된 스포츠 쿠페에 대한 금상첨화이다.' 오토카의 맷 사운더스(Matt Saunders)는 RCZ R을 경쟁자들과 비교하며 아우디 TT는 '운전이 지루하고 지금은 상당히 구식이다'고, 미니 쿠페 JCW 1.6은 '푸조만큼 정교하지 않다'고 평했다.

## 모터스포츠

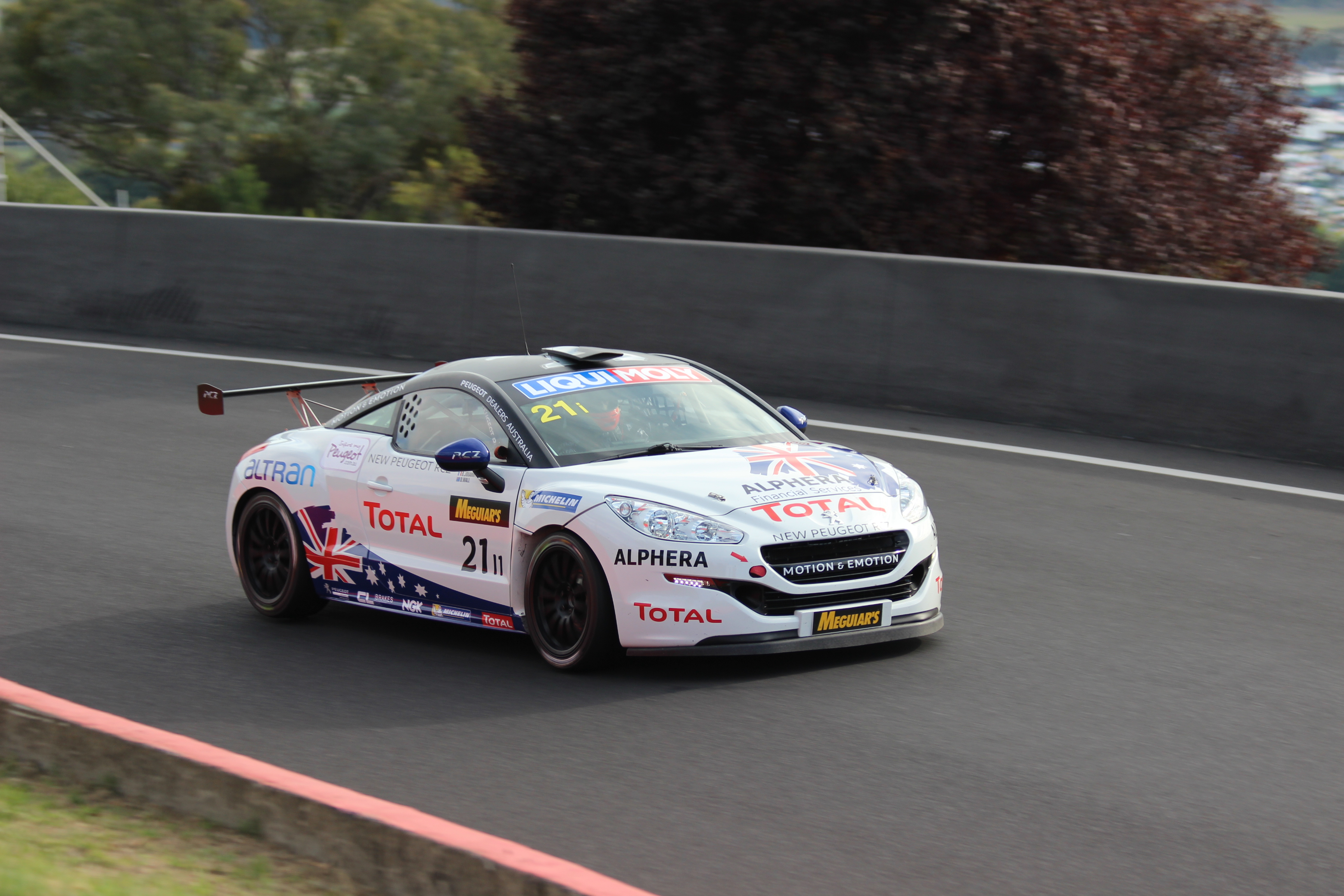
2013 바서스트 12시간 레이스 클래스 I1 우승차

개조된 RCZ 버전은 푸조 RCZ 레이싱 컵 이탈리아 원메이크 레이스에 사용된다. 사용되는 차량은 RCZ 푸조 스포츠로 알려져 있으며, 200bhp에서 250bhp로 증가된 출력, 업그레이드된 브레이크, 조절 가능한 리어 스포일러와 함께 경량화 및 롤 케이지와 같은 표준 모터스포츠 준비가 특징이다. RCZ의 레이싱 버전은 뉘르부르크링 24시에서도 성공적으로 경쟁했으며, 2010년과 2011년에는 디젤 기반 모델로, 2012년에는 RCZ 푸조 스포츠로 클래스 우승을 차지했다.

## 판매 및 생산
| 연도 | 전 세계 생산량 | 전 세계 판매량 | 비고                                               |
| 2009 | 100            | 100            |                                                    |
| 2010 | 19,100         | 16,600         |                                                    |
| 2011 | 19,725         | 18,828         | 총 생산량 38,933대.                                |
| 2012 | 9,800          | 11,118         | 총 생산량 48,800대.                                |
| 2013 | 알 수 없음     | 9,249          |                                                    |
| 2014 | 알 수 없음     | 6,994          |                                                    |
| 2015 | 알 수 없음     | 4,558          | 2015년 9월 18일이 RCZ의 마지막 생산일이다.         |
| 2016 | 0              | 459            | 2016년 12월 31일 기준 총 판매량 67,906대.          |
| 2017 | 0              | 10             | 2017년 10월 말까지 10대 판매, 총 판매량: 67,916대. |